# Anaga
Anaga es el nombre de uno de los cinco distritos en que se divide administrativamente el municipio de Santa Cruz de Tenerife (Canarias, España).
Es el distrito más extenso del municipio capitalino, si bien es el menos poblado de ellos. 
San Andrés es la sede de la Concejalía del Distrito de Anaga, además de ser su localidad más poblada y extensa.

## Características
El distrito se ubica en el Macizo de Anaga, una formación montañosa y rural que ha propiciado el escaso poblamiento y la dispersión de sus habitantes por pequeños caseríos. También existe una franja en la vertiente meridional del macizo ocupada por núcleos costeros y por un polígono de industrias portuarias. El distrito ocupa una superficie de 119,55 km².
Prácticamente la totalidad del distrito se encuentra incluida en el espacio natural protegido del parque rural de Anaga.
Los barrios del distrito se caracterizan por ocupar extensas superficies, compuestas por el núcleo urbano rodeado de amplios terrenos rurales y naturales.
En el mes de marzo de 2013 el Consejo de Coordinación de la Red Canaria de Reservas de la Biosfera presentó y aprobó por unanimidad la propuesta de declarar todo el macizo de Anaga como nueva Reserva de la biosfera. El 24 de septiembre, el Comité Español del Programa Hombre y Biosfera de la Unesco (Mab) da el visto bueno a la candidatura, que fue presentada en el Consejo Internacional de Coordinación de la Unesco en la primavera de 2014 para su aprobación definitiva. La propuesta había sido aprobada por el Ejecutivo del Gobierno de Canarias y contó además con el respaldo de las Universidades de La Laguna, de Las Palmas de Gran Canaria y de la Complutense de Madrid.
Finalmente el 9 de junio de 2015 el macizo de Anaga fue declarado Reserva de la Biosfera, con un total de 48 727 ha, durante la reunión anual de la Unesco celebrada en esa ocasión en París (Francia). El macizo de Anaga es el lugar que mayor cantidad de endemismos tiene de Europa, y el paraje natural más importante de la isla de Tenerife tras el Parque nacional del Teide.

### Barrios
| Denominación                     | Superficie | Población (2016) |
| -------------------------------- | ---------- | ---------------- |
| Afur                             | 5,35 km²   | 73 hab.          |
| La Alegría                       | 0,54 km²   | 1 306 hab.       |
| Almáciga Benijo El Draguillo     | 7,5 km²    | 225 hab.         |
| El Bailadero                     | 0,12 km²   | 11 hab.          |
| Los Campitos                     | 3,26 km²   | 953 hab.         |
| Casas de La Cumbre               | 0,5 km²    | 152 hab.         |
| Chamorga                         | 5,1 km²    | 50 hab.          |
| Cueva Bermeja                    | 2,37 km²   | 275 hab.         |
| Igueste de San Andrés            | 11,26 km²  | 525 hab.         |
| Lomo de Las Bodegas La Cumbrilla | 13,67 km²  | 13 hab.          |
| María Jiménez                    | 11,35 km²  | 2 263 hab.       |
| Roque Negro                      | 4,88 km²   | 103 hab.         |
| San Andrés                       | 21,14 km²  | 2 653 hab.       |
| El Suculum                       | 0,06 km²   | 369 hab.         |
| Taborno                          | 4,68 km²   | 93 hab.          |
| Taganana                         | 10,21 km²  | 501 hab.         |
| Valle Tahodio                    | 11,15 km²  | 94 hab.          |
| Valleseco                        | 4,21 km²   | 2 192 hab.       |
| Total Distrito                   | 119,55 km² | 11 851 hab.      |

Además existen caseríos deshabitados como Las Casillas, Roque Bermejo y Las Palmas.

## Demografía
| 2005   | 2006   | 2007   | 2008   | 2009   | 2010   |
| ------ | ------ | ------ | ------ | ------ | ------ |
| 14.135 | 14.031 | 14.028 | 13.942 | 13.942 | 13.806 |

## Representantes
En la legislatura 2015-2019 el Tagoror del Distrito está representado por la Concejal-Presidente José Alberto Díaz-Estébanez de León (CC), y por cuatro vocales a propuesta de CC-PNC; dos a propuesta del PP; dos a propuesta del PSOE; uno a propuesta de SSP; uno a propuesta de Cs y uno a propuesta del Grupo Mixto (IU).

## Lugares de interés
- Castillo de San Andrés (BIC)

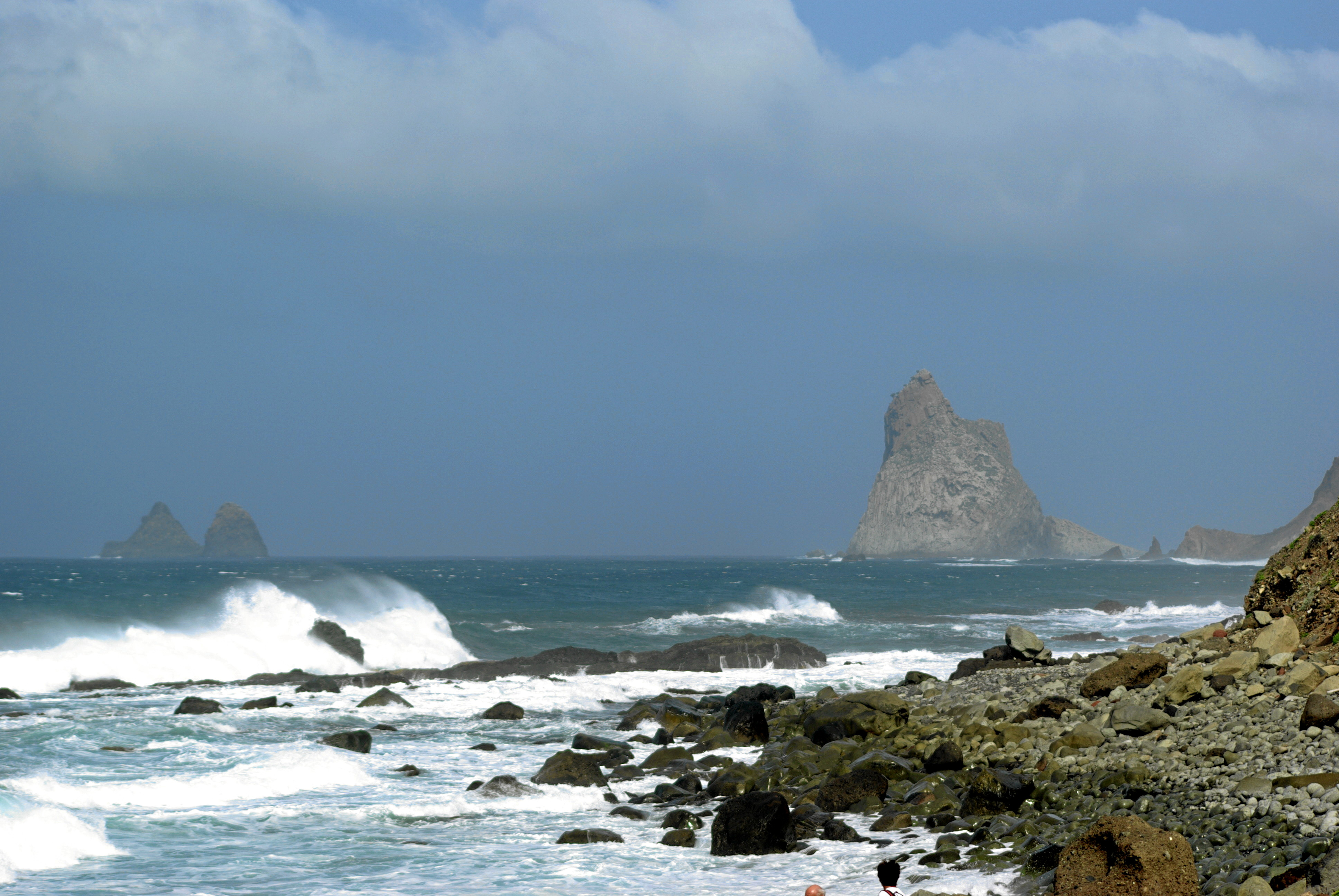
Roques de Anaga.

- Iglesia de Nuestra Señora de Las Nieves (BIC), Taganana
- Ermita de Santa Catalina (BIC), Taganana
- Sitio Histórico Conjunto de Muelles, Almacenes, Varaderos y Puente del Barranco y Playa de Valleseco (BIC)
- Hacienda de Las Palmas (BIC)
- Iglesia de San Andrés
- Semáforo de Anaga, Igueste de San Andrés
- Centro Insular de Deportes Marinos CIDEMAT, Valleseco
- Centro Oceanográfico de Canarias, San Andrés
- Instituto Marítimo Pesquero de Santa Cruz de Tenerife, San Andrés
- Parque rural de Anaga
- Playa de las Teresitas, San Andrés
- Playa de Las Gaviotas, San Andrés
- Playa de Valleseco
- Playa del Roque de las Bodegas, Taganana
- Playa de Almáciga
- Playa de Benijo
- Playa de Antequera